# George County
George County er et county i den amerikanske delstat Mississippi. Det samlede areal er 1 253 km², hvoraf 1 239 km² er land.
Administrations hovedstaden er Lucedale.
30°52′N 88°38′V / 30.87°N 88.64°V